# William Morton (kolarz)
William Morton (ur. 20 czerwca 1880 w Hunslet, zm. 21 marca 1952 w Toronto) – kanadyjski kolarz torowy pochodzenia brytyjskiego, brązowy medalista olimpijski.

## Kariera
Największy sukces w karierze William Morton osiągnął w 1908 roku, kiedy wspólnie z Williamem Andersonem, Walterem Andrewsem i Frederickiem McCarthym zdobył brązowy medal w drużynowym wyścigu na dochodzenie podczas igrzysk olimpijskich w Londynie. Na tych samych igrzyskach wystartował jeszcze w trzech innych konkurencjach kolarskich, ale wyścigu na 100 km nie ukończył, a w sprincie i wyścigu 5 km odpadał we wczesnej fazie rywalizacji. Medal w drużynie z Londynu był jedynym trofeum zdobytym przez Mortona na międzynarodowej imprezie tej rangi. Nigdy nie zdobył medalu na torowych mistrzostwach świata.